# Bertil Lindblad
Bertil Lindblad, född 26 november 1895 i Örebro, död 25 juni 1965 i Saltsjöbaden, var en internationellt känd svensk professor i astronomi.
Lindblad var son till överstelöjtnant Birger Lindblad och far till astronomen Per Olof Lindblad.

## Biografi
Lindblad, som var officersson, fick sin grundutbildning vid Uppsala universitet, och disputerade där i astronomi år 1920 på avhandlingen On the distribution of intensity in the continuous spectra of the sun and the fixed stars, and its relation to spectral type and luminosity.
Han forskade sedan i två år vid Mount Wilson-observatoriet i USA innan han 1927 blev chef för Stockholms observatorium. Han invaldes som ledamot av Kungliga Vetenskapsakademien 1928 och var senare akademiens preses. 
Lindblad var president för IAU – Internationella astronomiska unionen åren 1948–1952, och ordförande i Svenska astronomiska sällskapet åren 1953–1958. År 1946 kallades han till utländsk ledamot av Finska Vetenskaps-Societeten.
Lindblad var den som först föreslog att Vintergatan roterar så att de yttre stjärnorna rör sig långsammare i sina banor runt galaxen än stjärnorna i centrum.[källa behövs] Teorin att rotationshastigheten beror på avståndet till galaxens centrum kallas för differentialrotationsteorin.
Asteroiden 1448 Lindbladia är uppkallad till hans minne. Lindblad är gravsatt på Skogsö kyrkogård.